# Église de la Mère-de-Dieu de Jarmenovci
Pour les articles homonymes, voir Église de la Mère-de-Dieu.
L'église de la Mère-de-Dieu (serbe : црква Свете Богородице, crkva Svete Bogorodice) est une église orthodoxe serbe en bois située à Jarmenovci, dans le district de Šumadija et dans la municipalité de Topola en Serbie. Elle est inscrite sur la liste des monuments culturels protégés de la république de Serbie (identifiant no SK 266).

## Présentation
L'église, construite au milieu du XVIIIe siècle, se trouve sur une petite colline dominant Jarmenovci, juste à côté de la nouvelle église du village. À l'origine, elle était située dans le village voisin de Belanovica mais elle a été transférée à son emplacement en 1860, à l'occasion de la construction d'une nouvelle église à Belanovica.
À l'intérieur, elle a conservé son aspect d'église en bois. De dimensions modestes, elle est constituée d'une nef dotée d'une voûte en berceau ; la nef est prolongée par une abside à trois pans à l'est et par un petit narthex à l'ouest. En revanche, à l'extérieur, les murs sont recouverts de plâtre peint en jaune et l'édifice est surmonté d'un toit à pignon.
L'iconostase, peinte en 1860, abrite deux icônes réalisées au milieu du XVIIIe siècle par le peintre grec Stavros qui a aussi travaillé au monastère de Vraćevšnica ; l'une d'entre elles représente la Mère de Dieu avec le Christ et l'autre le Christ pantocrator. Les « portes royales » ont été peintes par Dimitrije Brusnički et Rista Moler, deux peintres célèbres de cette époque. L'église abrite aussi une icône représentant la Mère de Dieu avec le Christ couronnée par les Anges, peinte en 1847 par Živko Pavlović de Požarevac.